# Régiment Loyal-Émigrant
Le Régiment Loyal-Émigrant est un régiment de l'Armée des émigrés.
Le comte Claude-Louis de La Châtre (° 1745- † 1824), est inspecteur de la cavalerie en Guyenne quand il est élu député de la noblesse du bailliage de Bourges (Berry) aux États-généraux. Émigré en 1791, il fait la campagne de 1792 dans l’armée de Bourbon. Passé en Angleterre, il devient propriétaire et colonel du régiment Loyal-Émigrant, et fait toutes les campagnes des émigrés avant de devenir, en 1807, le représentant de Louis XVIII auprès du roi d’Angleterre, puis par la suite il est ministre d'État et duc.
C'est au début de 1793 qu’il entreprend la formation de sa légion qui sera surtout connue sous le nom de régiment Loyal-Émigrant et soldé par l'Angleterre. L'unité compte près de 600 hommes en mai (officiers et gentilshommes) et débarque à Ostende le 6 juin 1793. Grâce à de très importants renforts, en particulier de nombreux paysans flamands, le corps passe à 1 060 hommes fin juillet. Une partie du régiment participe au siège de Dunkerque dans l'armée de Frederick, duc d'York et Albany, et s'y distingue aux côtés du régiment de Rohan.

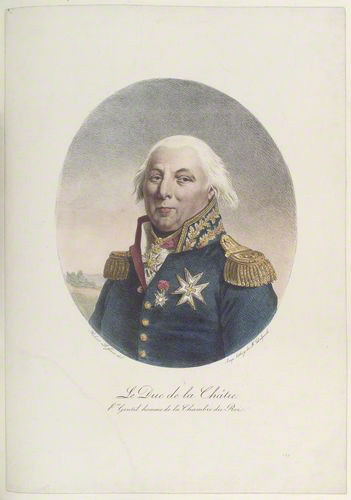
Claude-Louis de La Châtre.

Lors de la capitulation de Valenciennes, le 28 juillet 1793, survient un incident qui illustre bien les buts de chacun et les rapports entre émigrés et coalisés. La cité étant occupée au nom de l'empereur d'Autriche, sans qu'il soit un instant question du roi de France, ou d'un quelconque régent. Les émigrés présents refusent d'assister au bal de la victoire. Les places sont à qui les prend répliquent les Autrichiens.
La Châtre combat vaillamment en octobre avant son repli et son regroupement sur Bruges, où l'on complète les effectifs en particulier avec le corps franc de Carneville. Cette unité est l'ex Légion de Normandie de l'armée des Princes, commandée par les comte et vicomte de Carneville. Elle est au service de l'Autriche depuis le 1er janvier 1793 et a rendu déjà de nombreux services.
Le 22 octobre 1793, devant la ville de Menin défendue par des Hanovriens, un demi-bataillon du Loyal-Émigrant est exterminé en faisant une meurtrière sortie au moulin de Werwick. L'action est des plus chaudes. Les émigrés se font jour à l'épée et à la baïonnette, à travers l'armée républicaine qui occupe les rues d'un long faubourg, et non seulement ils brisent tous les obstacles mais ils enlèvent même deux pièces de canon. Les républicains sont tellement troublés par la surprise et par la nuit, qu'après le passage de la petite colonne, ils se tirent dessus par méprise. Cette petite ville est investie par 40 000 républicains. Toute résistance est impossible, mais une capitulation ne l'est guère moins, car les lois de la Convention interdisent de faire quartier aux émigrés. Un rescapé de l’attaque est guillotiné et quelques jours plus tôt, trois soldats du régiment avaient été passés par les armes. D'ailleurs, l'autre bataillon du régiment occupait Newport et cette ville ayant capitulé quelques jours après, tous ceux des émigrés qui ne purent fuir, c'est-à-dire les quatre cinquièmes, sont fusillés.
Loyal-Émigrant prend ses quartiers d'hiver à Menin après un repli des carmagnoles, surnom des républicains. À cette époque, les demandes d'engagement affluent dans les corps émigrés. Le régiment recrute de nombreux paysans de Flandre et d'Artois, des Français quittant les unités Autrichiennes, où ils servaient jusqu'alors (Lorrains ou émigrés rengagés chez l'Empereur après 92) ainsi que des déserteurs bleus. Trente hommes du 5e régiment de hussards  passent aux blancs, on compte également des défections aux 4e et 6e régiment de hussards. Rien qu'au début de 1794, 300 hommes sont ainsi enrôlés. La persécution religieuse bat son plein et de nombreux catholiques refusent de servir dans un pays ou l'on guillotine le bon Dieu ! Les hussards transfuges sont incorporés au Loyal-Émigrant ou aux Uhlans britanniques organisés en septembre par le comte Louis de Bouillé pour le duc d'York et Albany. Ils sont 3 ou 400 ex-hussards de France en perpétuelle reconnaissance sur le front de Belgique.
Après la retraite de Hollande, dans le rude hiver de 1794 à 1795, le régiment Loyal-Émigrant, qui a été toujours aux avant-postes les plus périlleux de l'armée anglaise, prend ses cantonnements dans le Hanovre.

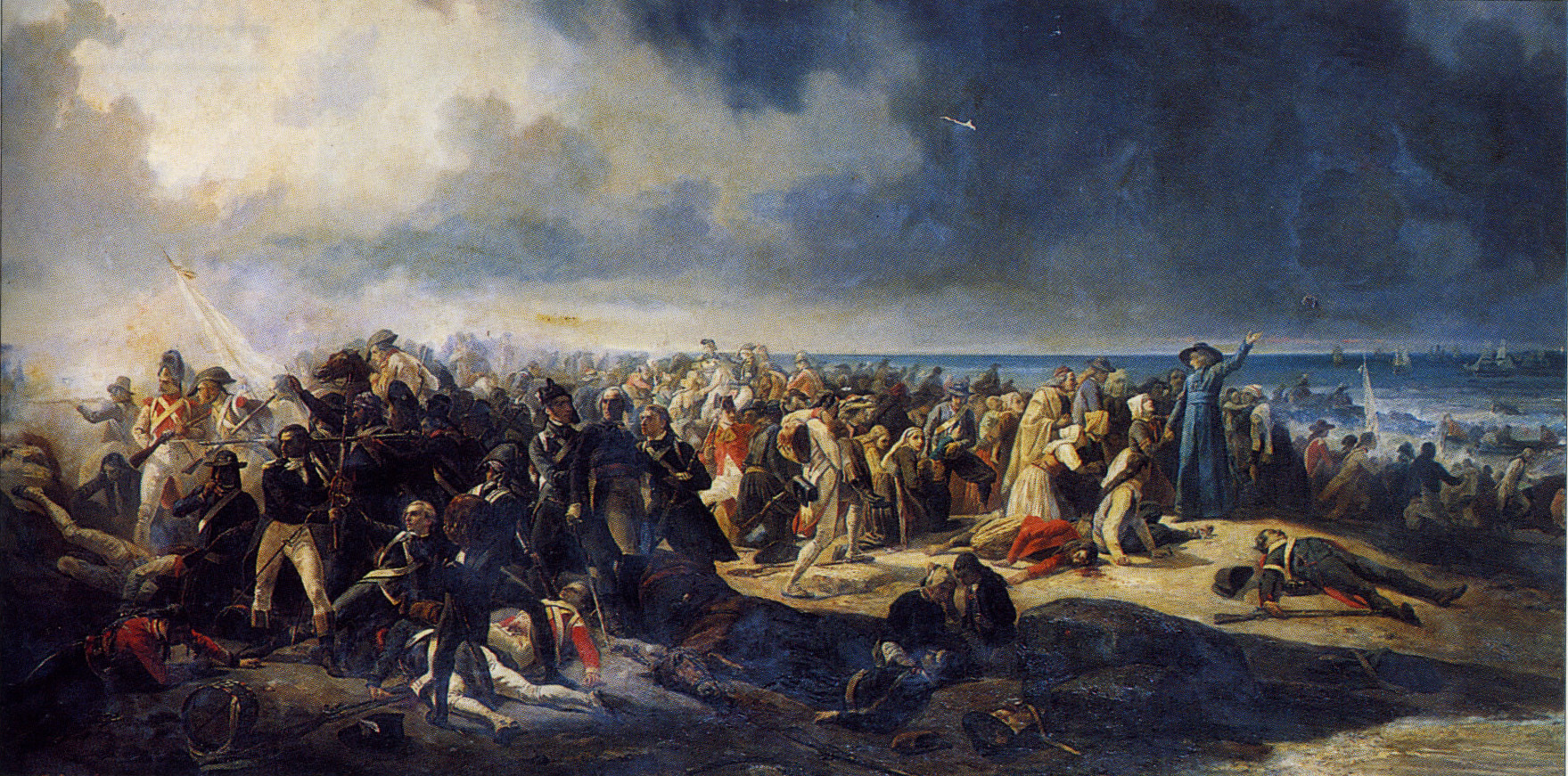
Le débarquement des émigrés à Quiberon est une grande défaite pour l'armée des émigrés et le régiment Loyal-Émigrant est presque totalement anéanti.

Le régiment Loyal-Émigrant embarqué et transporté à l'île de Wight, en face de Southampton, où se prépare le débarquement des émigrés à Quiberon. Cette expédition regroupe à peine 5 000 hommes, nouvellement organisés, et, malheureusement, presque uniquement composés de Français prisonniers de guerre en Angleterre. Ce recrutement exercé avec menaces, accepté de presque tous à contrecœur, devient la cause principale du désastre de cette trop faible armée. 
Après l’échec de leur débarquement, les régiments d'Hervilly et Loyal-Émigrant se retirent en bon ordre. Les royalistes montrent dans cette journée une bravoure désespérée. Ils avaient attaqué avec trois mille hommes des lignes défendues par quinze mille républicains.
Alexandre Louis d’Allonville sert en qualité d'officier dans le régiment Loyal-Émigrant, il survit aux différents combats. Les régiments d’émigrés français soldés par l’Angleterre sont remis en ordre après la déroute du débarquement de Quiberon (1795) et la disparition de l’armée de Condé (1799). Progressivement, leur mission initiale - libérer la France de la révolution - se perd dans les besoins de la politique anglaise. Le Loyal-Émigrant est dirigé vers le Portugal en 1801, pour soutenir l’armée portugaise sur ses frontières.
Des vétérans de ce régiment et des régiments de Castries et Mortemart sont incorporés dans la  compagnie d’invalides étrangers de l’île de Wight en 1798 et dans une autre à Lymington en 1801.